# Vig Mnelë
Vig Mnelë là một xã trong quận Shkodër thuộc hạt Shkodër, Albania. Dân số năm 2005 là 3143 người.